# Narberth Road and Maenclochog Railway

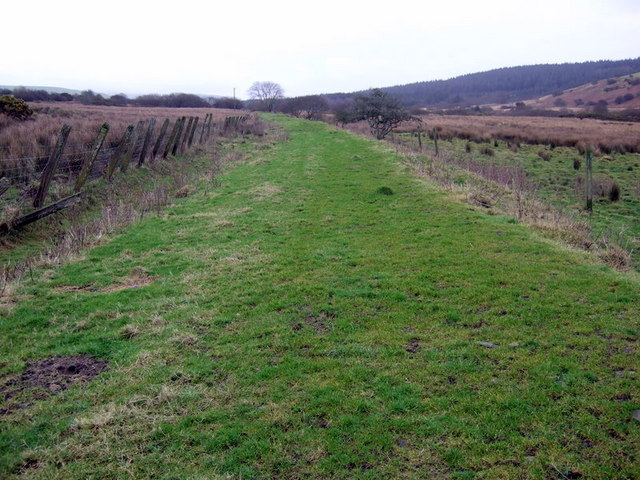
Ehemaliges Gleisbett der Bahnstrecke der Narberth Road and Maenclochog Railway

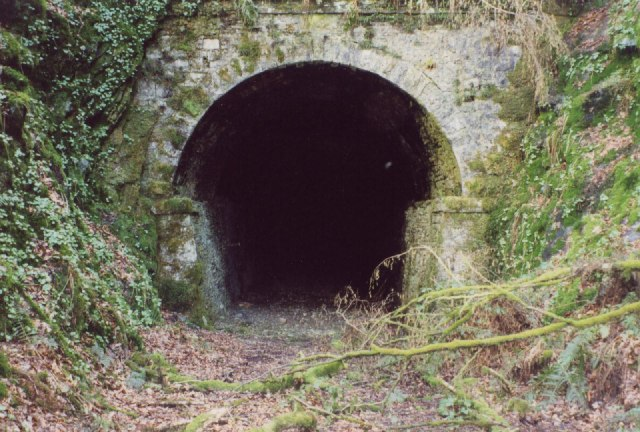
Ehemaliger Tunnel der Strecke

Die Narberth Road and Maenclochog Railway war eine britische Eisenbahngesellschaft in Pembrokeshire  in Wales.

## Geschichte
Die Narberth Road and Maenclochog Railway wurde am 24. Juni 1872 gegründet. Initiator war das Parlamentsmitglied und Eigentümer einer Schiefergrube Edward Cropper. Da er gemeinsam mit dem Schiefergrubenbesitzer Macauley den Bau der Strecke finanzierte, war nur eine Erlaubnis des Board of Trade notwendig und kein Gesetz des Parlamentes. Die Gesellschaft errichtete eine Bahnstrecke von Narberth Road (bei Clynderwen) über Maenclochog zu den Schieferbrüchen bei Rosebush in den Presceli Hills. Die Eröffnung der 13 Kilometer langen Strecke erfolgte am 19. September 1876. In Narberth Road bestand eine Verbindung zur Great Western Railway. Die Strecke diente vor allem dem Abtransport des gebrochenen Schiefers, daneben wurde aber auch ein Personenverkehr angeboten. Die Kosten für die Bahnstrecke und die Erschließung der Steinbrüche wurde auf 60.000 Pfund Sterling geschätzt.
Die Rosebush and Fishguard Railway plante 1881 die Übernahme der Gesellschaft um eine Bahnstrecke zwischen Clynderwen und dem Hafen von Fishguard herzustellen. Dieses Projekt scheiterte und wurde erst 1884 durch die North Pemroke and Fishguard Railway umgesetzt. Diese erwarb die Narberth Road and Maenclochog Railway.